# Fabienne Fabrèges
Marie-Henriette Fabrège conegut com Fabienne Fabrèges (Asnières-sur-Seine, 20 de juny de 1890 – Ieras, Var, juliol de 1955) va ser una actriu francesa, també guionista i directora del cinema mut.

## Biografia
Fabienne Fabrèges va començar la seva carrera de molt jove. Va recórrer els grans teatres d'Europa, després va actuar en més de seixanta pel·lícules mudes. Fabienne Fabrèges forma part d'una generació de dones joves “modernes” que, al començament del segle xx, van anar més enllà dels rols tradicionals dedicats a la dona. L'actriu s'explica així: 
| « | Per a mi el teatre va ser i segueix sent la meva passió, l'única passió de la meva vida, viva, forta, ardent com una febre, i encara que em va costar molts sacrificis. i molt de patiment, em va donar molta alegria i satisfacció. | » |

### Carrera teatral
Fabienne Fabrèges va començar com a actriu al voltant dels 15 anys a La Cousine Bette d'Honoré de Balzac. El 1911, el seu talent com a intèrpret ja estava rebent crítiques favorables (per exemple, a la revista Le monde artiste illustré pel seu paper a Le monde ou Pailleron, al Théâtre de la Comédie de Ginebra). Forma part de la companyia de Charles Baret que actua a Estrasburg i a diverses ciutats franceses. Toca a l'estranger, sobretot als escenaris de Sant Petersburg, Berlín, Londres i Madrid.

### Carrera cinematogràfica
La carrera cinematogràfica de Fabienne Fabrèges, entre 1910 i 1923, es divideix en tres períodes. Entre 1910 i 1916, va treballar a França per a la Société des Etablissements Gaumont on es va incorporar a la troupe de Léonce Perret, director de la companyia amb Louis Feuillade. Durant la Primera Guerra Mundial, es va traslladar a Itàlia, on ràpidament va ser reconeguda com una actriu principal. Des de 1916 fins a 1923, va actuar en més d'una vintena de pel·lícules. En algunes d'aquestes pel·lícules, no es conforma amb la interpretació: és citada com a guionista de la pel·lícula Il cuore di Musette (1919), i com a directora de L'altalena della vita. Finalment, a la dècada de 1920, es va traslladar a Anglaterra, on va continuar actuant a l'escenari fins a 1923. Després d'una ruptura, sembla que es va retirar a Escòcia.

### Vida privada
El 30 de novembre de 1911, es va casar amb Ernest-Henri Demanne al 17è districte de París i es va divorciar el 1917. El 1925 es va casar amb Paolo Rossi a Londres. Va morir a Ieras el juliol de 1955.

## Filmografia parcial
- 1909 : Molière de Léonce Perret
- 1909 : Le Portrait de Mireille de Léonce Perret
- 1910 : La Fille de Jephté de Léonce Perret (guió de Louis Feuillade i Abel Gance)
- 1910 : Le Sacrifice d'Yvonne de Léonce Perret
- 1910 : Mam'zelle Figaro de Léonce Perret
- 1910 : L'amour guette de Léonce Perret
- 1911 : L'Étendard de Léonce Perret
- 1911 : Le Lys brisé de Léonce Perret
- 1911 : L'Âme du violon de Léonce Perret
- 1912 : Les Blouses blanches de Léonce Perret
- 1913 : La Robe blanche de Léonce Perret
- 1913 : Oscar a des chevaux de course de Louis Feuillade
- 1913 : La Marche des rois de Louis Feuillade
- 1913 : L'Agonie de Byzance de Louis Feuillade
- 1913 : Le Mort qui tue de Louis Feuillade
- 1914 : Manon de Montmartre de Louis Feuillade
- 1914 : Au fond du cœur de René Le Somptier
- 1914 : Léonce aux bains de mer de Léonce Perret
- 1915 : Le Héros de l'Yser de Léonce Perret
- 1915 : Une page de gloire de Léonce Perret
- 1915 : Léonce flûtiste de Léonce Perret
- 1915 : Aimer, pleurer, mourir de Léonce Perret
- 1916 : Les Mystères de l'ombre de Léonce Perret
- 1916 : Les Bobines d'or de Léonce Perret
- 1916 : Les Poilus de la revanche de Léonce Perret
- 1916 : Marraines de France de Léonce Perret
- 1916 : Les Deux Mille Blondes du Père Dubreuil de Léonce Perret
- 1916 : L'X noir de Léonce Perret
- 1916 : Le Roi de la montagne de Léonce Perret
- 1916 : Je le suis de Léonce Perret
- 1916 : Printemps du cœur de Léonce Perret
- 1916 : La Fiancée du diable de Léonce Perret
- 1916 : L'Empreinte du passé de Léonce Perret
- 1916 : L'Angélus de la victoire de Léonce Perret